# Grypocentrus arcuatus
Grypocentrus arcuatus là một loài tò vò trong họ Ichneumonidae.